# Littleton (New Hampshire)
Littleton – miasto w Stanach Zjednoczonych, w stanie New Hampshire, w hrabstwie Grafton.